# Pjotr Borodin
Pjotr Grigorjevič Borodin (rusky Пётр Григорьевич Бородин, 5. června 1905 – 1986) byl sovětský politik, který zastával funkci prvního tajemníka Oblastního výboru Komunistické strany MSSR v Moldavsku (1939–1942).

## Život
Borodin se narodil 5. června 1905.
V roce 1930 absolvoval stavební institut v Dněpropetrovsku a stal se stavebním inženýrem. Postgraduální studium dokončil v roce 1936 na Dněpropetrovském stavebním institutu.
V roce 1926 se stal členem ruské komunistické strany (bolševiků). Ve 30. letech 20. století byl vysokým funkcionářem Moldavské ASSR v Tiraspolu; byl druhým tajemníkem Komunistické strany Moldavské ASSR (únor – červen 1939) a prvním tajemníkem Komunistické strany Moldavské ASSR (červen 1939 – 14. srpna 1940).
Borodin byl prvním tajemníkem Komunistické strany Moldavska (14. srpna 1940 – 11. února 1942). Současně byl členem ÚV Komunistické strany Ukrajiny (17. května 1940 – 25. ledna 1949), členem ústřední revizní komise Komunistické strany SSSR a členem vojenské rady Jižního frontu Rudé armády. V období 20. února 1941 – 5. října 1952 byl členem Ústřední revizní komise ÚV KSSS. Zemřel v roce 1986.